# Dodecaedrano
Il dodecaedrano è un idrocarburo endecaciclico alifatico avente formula C20H20 o (CH)20. Il nome deriva dalla forma particolarissima della sua molecola: i suoi atomi di carbonio giacciono sui vertici di un dodecaedro regolare, il solido platonico con12 facce pentagonali regolari, ed è quindi classificato come idrocarburo platonico, come pure il tetraedrano [(CH)4)] e il cubano [(CH)8)].
È l'idrocarburo più semplice con simmetria icosaedrica (gruppo puntuale Ih) e la stessa si ritrova nel dianione dodecaborato [B12H12]2−, anch'esso esattamente icosaedrico e ancora la stessa di allotropi del carbonio elementare come il fullerene C60 (buckminsterfullerene) e il fullerene C20, che è il più piccolo dei fullereni, contenente solo pentagoni, e del quale il dodecaedrano rappresenta il corrispettivo idocarburo saturo.

## Storia
Per più di trent'anni numerosi gruppi di ricerca tentarono di ottenere una sintesi totale del dodecaedrano. Un articolo pubblicato nel 1979 passò in rassegna le differenti strategie esplorate fino a quel momento. Il primo tentativo fu compiuto nel 1964 da Robert Burns Woodward con la sintesi del trichinacene, un composto che si sperava potesse semplicemente dimerizzare a dodecaedrano. Ulteriori tentativi furono compiuti da altri gruppi, tra i quali quelli di Philip Eaton e Paul von Ragué Schleyer, ma solo nel 1982 Leo Paquette e collaboratori riuscirono a sintetizzare il dodecaedrano a partire dal ciclopentadiene. Pochi anni dopo Horst Prinzbach e collaboratori trovarono una sintesi molto più efficiente passando attraverso l'isomero pagodano.

## Struttura e proprietà
Il dodecaedrano è un composto molecolare altofondente: il suo punto di fusione (430 °C), grazie alla compattezza e all'alta simmetria della molecola, è di quasi 400 °C superiore a quello del corrispondente alcano lineare, l'eicosano (C20H42, 36,4 °C).
Il dodecaedrano cristallizza nel sistema cubico, gruppo spaziale Fm3, con costante di reticolo a = 1064 pm, quattro unità di formula per cella elementare. Nella molecola ogni vertice del dodecaedro è occupato da un atomo di carbonio, ognuno legato a tre altri atomi di carbonio vicini e ad un atomo di idrogeno; gli atomi di idrogeno sono situati sui prolungamenti delle diagonali del dodecaedro stesso.
Da un'indagine diffrattometrica ai raggi X risulta che il legame C−C è lungo 153,8 pm, l'angolo C-C-C è di 108° e la diagonale del dodecaedro misura 431,5 pm. La lunghezza del legame C−C è un valore praticamente normale per il carbonio saturo (sp3) senza particolari tensioni ed è compresa tra quella nell'etano (152,8 pm) e quella nel ciclopentano, più simile, che è di 154,6 pm. L'angolo formato da un legame C−H con ciascuno dei tre legami C−C adiacenti, angolo isoclinale, è di 110,9°.
L'angolo di 108° del pentagono regolare è vicinissimo all'angolo di legame ideale di 109,5° di un atomo ibridato sp3, per cui la struttura è affetta da una tensione angolare molto poco significativa. Esiste comunque una certa tensione torsionale dovuta al fatto che tutti gli atomi di idrogeno risultano eclissati e i contatti H . . . H sono di 233 pm, un valore che è inferiore al doppio del raggio di van der Waals dell'idrogeno (~240 pm).
La tensione complessiva che ne risulta, somma delle tensioni angolare e torsionale, è stata valutata in 60,5 kcal/mol (3,0 kcal/mol per ogni unità CH); quella del ciclopentano, per confronto, ammonta a 6,2 kcal/mol (1,24 kcal/mol per ogni unità CH2). Il dodecaedrano risulta essere un composto solo lievemente endotermico, la sua entalpia di formazione standard è stata determinata essere ΔHƒ° = +20,2 kcal/mol.
L'affinità protonica del dodecaedrano, anche considerando che è idrocarburo saturo con i carboni tutti terziari, appare estremamente elevata: 843,8 kJ/mol (= 8,745 eV); per confronto: l'idrocarburo terziario più semplice, l'isobutano (Me3CH) ha 677,8 kJ/mol (= 7,025 eV) e l'adamantano si calcola avere un valore di solo 7,54 eV (= 727,5 kJ/mol).
A temperatura ambiente il dodecaedrano si presenta come cristalli incolori, solubili in benzene e praticamente insolubili in acqua, di densità notevole per un idrocarburo,1,434 g/cm³, anche maggiore di quella del cubano (1,29 g/cm³).  È molto stabile termicamente, almeno fino a ~400 °C. Data l'alta simmetria della molecola, gli spettri di risonanza magnetica nucleare mostrano un solo segnale sia per i protoni (3,38 ppm), che per 13C (66,63 ppm), con una costante di accoppiamento 13C–1H di 134,9 Hz.

## Sintesi

### Sintesi dal ciclopentadiene
Questa sintesi assembla due unità di ciclopentadiene (10 atomi di carbonio), il dimetilestere dell'acido acetilendicarbossilico (4 atomi di carbonio) e due unità alliltrimetilsilano (6 atomi di carbonio). All'inizio due molecole di ciclopentadiene 1 sono accoppiate usando sodio (per formare il ciclopentadienile) e iodio, ottenendo il diidrofulvalene 2. Segue una reazione di Diels-Alder a cascata col dimetilestere dell'acido acetilendicarbossilico 3 per ottenere l'addotto simmetrico 4; contemporaneamente il componente asimmetrico 4b si forma nella stessa quantità e viene scartato.
Nel passo successivo viene introdotto temporaneamente iodio per formare il dilattone 5. Poi con metanolo si rompe il gruppo estere e si ottiene l'aloidrina 6, i gruppi alcolici sono convertiti a chetoni in 7 tramite ossidazione di Jones e i gruppi iodio ridotti in 8 con coppia zinco-rame.
| Sintesi del dodecaedrano parte I | Sintesi del dodecaedrano parte I  |
| Sintesi del dodecaedrano parte I | Sintesi del dodecaedrano parte II |
Gli ultimi 6 atomi di carbonio sono inseriti per addizione nucleofila sui gruppi chetoni di 8 tramite il carbanione 10, generato con alliltrimetilsilano 9 e n-butillitio. Nel passo successivo il vinilsilano 11 reagisce via sostituzione radicalica con acido peracetico in acido acetico per dare il dilattone 12; segue una alchilazione Friedel-Crafts intramolecolare con pentossido di fosforo e si arriva al dichetone 13. Questa molecola contiene tutti i 20 atomi di carbonio richiesti e inoltre è simmetrica, in modo da facilitare la costruzione dei cinque legami carbonio-carbonio mancanti.
La riduzione dei doppi legami da 13 a 14 è ottenuta per idrogenazione catalizzata con palladio su carbone, e riducendo i gruppi chetone ad alcoli con boroidruro di sodio si arriva a 15. La sostituzione nucleofila dell'idrossile con cloro in 17 avviene attraverso il dilattone 16. Il primo legame C–C è formato con una sorta di alchilazione di Birch (con litio e ammoniaca) e il prodotto è intrappolato con clorometil fenil etere, mentre l'altro atomo di cloro in 17 viene semplicemente ridotto. Questa appendice temporanea servirà successivamente a impedire la formazione di un enolo. Il gruppo chetone appena generato forma poi un altro legame C–C tramite una reazione di Norrish fotochimica. Il gruppo alcolico di 19 così formato viene eliminato con acido p-toluensolfonico e si arriva all'alchene 20.
| Sintesi del dodecaedrano parte III | Sintesi del dodecaedrano parte IV |
| Sintesi del dodecaedrano parte III | Sintesi del dodecaedrano parte IV |
Il doppio legame di 20 viene ridotto con idrazina e la riduzione di 21 con idruro di diisobutilalluminio è seguita da ossidazione con piridinio clorocromato portando all'aldeide 22. Una seconda reazione di Norrish aggiunge un altro legame C–C all'alcool 23. La coda fenossido che non serve più viene rimossa in vari passaggi: una riduzione di Birch forma il diolo 24, l'ossidazione con piridinio clorocromato porta alla chetoaldeide 25 e una condensazione di Claisen invertita al chetone 26. Una terza reazione di Norrish fornisce l'alcool 27, una seconda disidratazione 28 e un'altra riduzione 29. A questo punto il composto è completamente privo di gruppi funzionali. Il legame C–C mancante per arrivare al dodecaedrano 30 è formato per deidrogenazione con palladio su carbone a 250 °C.
| Sintesi del dodecaedrano parte V | Sintesi del dodecaedrano parte V  |
| Sintesi del dodecaedrano parte V | Sintesi del dodecaedrano parte VI |

### Sintesi dal pagodano
Nel 1987 Prinzbach e collaboratori trovarono una via di sintesi alternativa passando attraverso l'isomero pagodano. Il pagodano, ottenuto a partire dall'isodrina 1 (un isomero dell'aldrina) per fotocicloaddizione [6+6], fu ritenuto un possibile candidato per l'isomerizzazione a dodecaedrano, in maniera analoga alla sintesi dell'adamantano trovata da Schleyer. Gli sforzi congiunti dei gruppi di Prinzbach e Schleyer arrivarono ad una resa massima dell'8%. Nel decennio successivo la via attraverso il pagodano fu ottimizzata dal gruppo di Prinzbach fino a giungere non solo a quantità di dodecaedrano di vari grammi, ma anche alla possibilità di introdurvi sostituenti e insaturazioni, e arrivare anche al fullerene C20 da un dodecaedrano bromurato. Nella sintesi ottimizzata il processo di isomerizzazione a bassa resa pagodano-dodecaedrano è sostituito da una sequenza più lunga ma con resa più elevata, mostrato nella figura seguente dopo il composto 16.

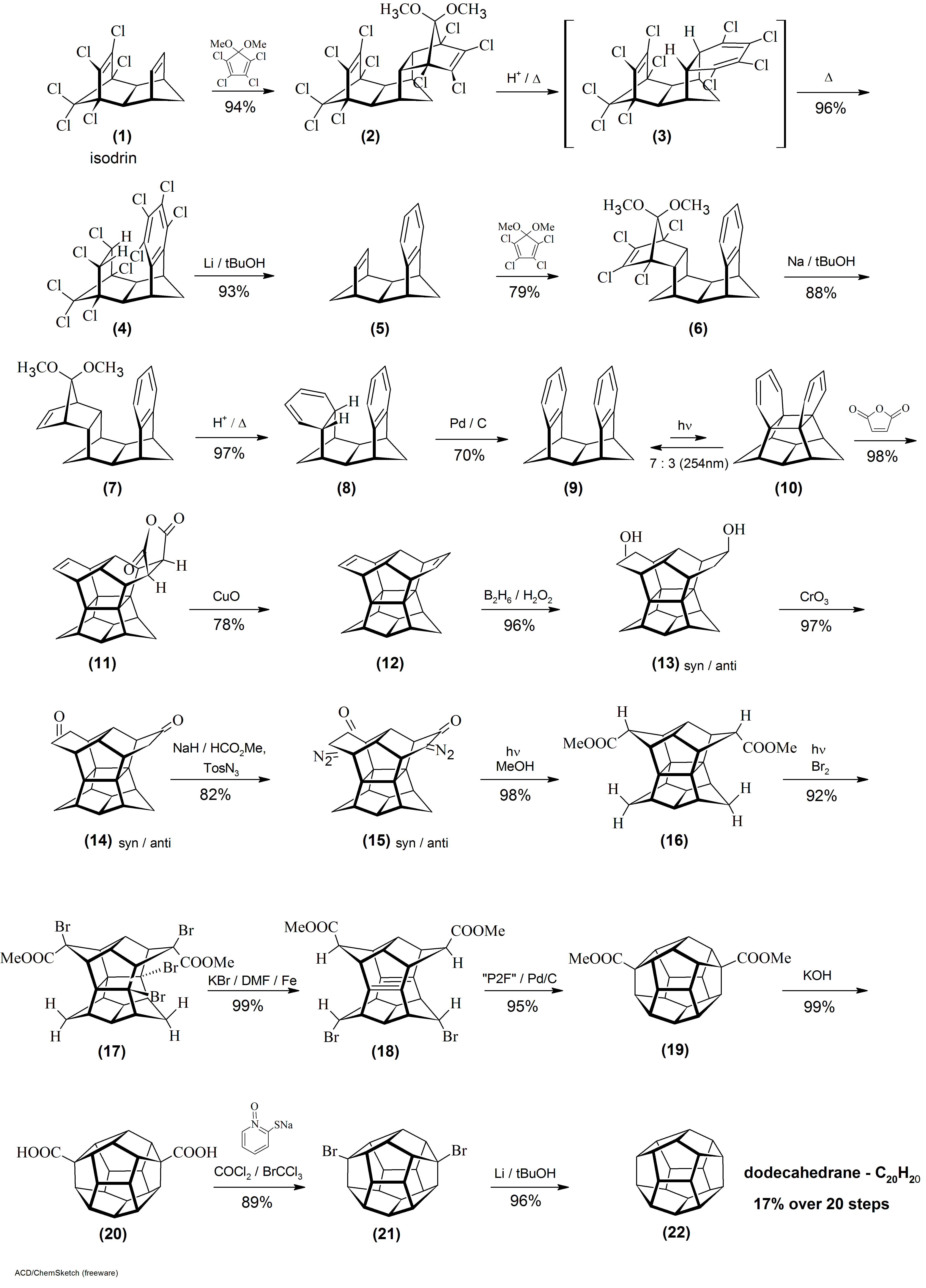
Sintesi ottimizzata del dodecaedrano

## Derivati
Sono stati sintetizzati e riportati in letteratura dei derivati del dodecaedrano che al posto degli idrogeni recano altri atomi. La sostituzione di tutti gli H con altri atomi tra loro uguali è stata trovata di primo interesse perché in tal modo viene mantenuta la simmetria icosaedrica originale.

### Dodecaedrani sostituiti
In effetti, si è provato a sintetizzare il perfluorododecaedrano (C20F20), in cui tutti i 20 idrogeni sono sostituiti con atomi di fluoro e se ne sono potuti ottenere solo pochi milligrammi. Irradiando il dodecaedrano C20H20 con luce UV in cloro liquido sotto pressione e a 140 °C si sono ottenute tracce di perclorododecaedrano C20Cl20, assieme a una miscela di composti clorurati solo parzialmente. Analoga irradiazione in bromo ha prodotto solo composti parzialmente sostituiti. La possibilità di rimpiazzare completamente gli idrogeni con alogeni pesanti sembra improbabile per motivi sterici, dato che in tal caso gli atomi eclissati hanno raggi di van der Waals via via maggiori. La sostituzione con gruppi idrossili ha generato miscele di polioli fino a C20H10(OH)10.
È stata inoltre discussa la possibilità di impiegare il dodecaedrano in reazioni di anellazione.

### Composti di incapsulamento nel dodecaedrano
Molecole a gabbia poliedrica come il dodecaedrano e i fullereni (da C20 a C60 e oltre) racchiudono una cavità interna sufficiente ad ospitare atomi, ioni, molecole o comunque specie molecolari di volume sufficientemente piccolo. Tali eventuali specie inserite al loro interno non sono chimicamente legate agli atomi della gabbia, ma più semplicemente sono intrappolate meccanicamente.
A tal proposito, accelerando ioni He+ verso un film di dodecaedrano, dei ricercatori son riusciti ad ottenere qualche microgrammo di composto di incapsulamento, He@C20H20 (il segno "@" è la notazione standard per indicare l'incapsulamento), e questo composto da essi è stato descritto come del tutto stabile. Composti come questi rappresentano importanti passi avanti nelle nanotecnologie, oltre che essere topologicamente interessanti.